# ويراكون دارماسيري
ويراكون دارماسيري (مواليد 28 سبتمبر 1938) هو ملاكم سريلانكي، مثّل بلاده في الألعاب الأولمبية الصيفية 1960.

## روابط خارجية
ويراكون دارماسيري على موقع أوليمبيديا (الإنجليزية)